# Zdravko Pečar
Zdravko Pečar (Maribor, Yugoslavia; 12 de enero de 1950 – 4 de abril de 2025) fue un atleta esloveno especialista en lanzamiento de disco.

## Carrera
A nivel universitario compitió en Estados Unidos donde fue campeón en lanzamiento de disco con BYU Cougars en 1974. A nivel de Juegos Olímpicos participó en la edición de Múnich 1972 como representante de Yugoslavia donde no pudo avanzar la ronda final al terminar en el puesto 18 entre 29 participantes tras no poder completar la distancia mínima de 59 metros.
Al retirarse como atleta sacó un doctorado en la Universidad de Maribor donde daba charlas sobre inteligencia artificial.